# 1306

## Esdeveniments
- Massiva expulsió de jueus de França.[1]

## Naixements
- 27 de març - Felip III Evreux comte d'Evreux, Rei de Navarra.